# Wiktor Petrowytsch Brjuchanow
Wiktor Petrowytsch Brjuchanow (ukrainisch Віктор Петрович Брюханов; * 1. Dezember 1935 in Taschkent; † 13. Oktober 2021 in Kiew) war der Konstruktionsleiter des Kernkraftwerkes Tschernobyl und dessen Direktor von 1970 bis 1986.

## Biografie
Wiktor Brjuchanow wurde am 1. Dezember 1935 in der Stadt Taschkent in der Usbekischen SSR als ältester Sohn von insgesamt vier Kindern geboren. Sein Vater arbeitete als Glaser und seine Mutter war eine Putzfrau. Er war der einzige Sohn der Familie, der eine Hochschulausbildung erhielt. Ab 1959 studierte er an der Energieabteilung des Taschkent Polytechnikums Elektrotechnik. Nach seinem Abschluss wurde ihm eine Stelle an der Akademie der Wissenschaften Usbekistans angeboten. Die folgenden Jahre arbeitete er im Wärmekraftwerk Angren in folgenden Positionen: Entlüfterinstallateur, Fahrer von Förderpumpen, Turbinenassistent, Turbinenfahrer, leitender Turbinenwerkstattingenieur, Schichtleiter und schließlich als Werkstattleiter.
Nachdem das Erdbeben von Taschkent 1966 schwere Schäden auch am Haus seiner Eltern verursachte, fand er eine Anstellung im Wärmekraftwerk in Slowjansk. Er begann als leitender Vorarbeiter und stieg zum Leiter der Werkstatt und schließlich zum stellvertretenden Chefingenieur auf. 1970 trat er zurück, um ein Kernkraftwerk in der Ukraine zu bauen. Ab 1966 war er Mitglied der Kommunistischen Partei der Sowjetunion. Zwischen 1970 und 1986 wurde er wiederholt zum Mitglied des regionalen Bezirksbüros des Stadtkomitees von Kiew, Tschernobyl und Prypjat gewählt.
Brjuchanow lernte seine Frau Walentyna im Kraftwerk Angren kennen. Walentyna war Assistentin eines Turbineningenieurs und Brjuchanow war ein Praktikant, der frisch von der Universität kam.

### Bau des Kraftwerks Tschernobyl
1970 bot der Energieminister Brjuchanow einen neuen Auftrag an – den Bau eines Atomkraftwerks bestehend aus vier RBMK-Reaktoren am Ufer des Prypjat in der Ukraine. Ursprünglich schlug Brjuchanow den Bau von Druckwasserreaktoren vor, doch diese Entscheidung stieß auf Widerspruch, da Sicherheits- und wirtschaftliche Gründe für den Bau von RBMK-Reaktoren angegeben wurden, der schließlich durchgeführt wurde. Mit fast 400 Millionen Rubel war Brjuchanow für den Bau der Reaktoren von Anfang an verantwortlich.
Während des Baus wurden Fristen aufgrund enger Zeitpläne, fehlender Baumaschinen und fehlerhafter Materialien versäumt. Drei Jahre nach der Übernahme der Rolle des Direktors war die Anlage noch nicht fertig gebaut, woraufhin er anbot zurückzutreten, was aber im Juli 1972 von seinem von der Partei ernannten Vorgesetzten des Energieministeriums abgelehnt wurde. Am 1. August 1977, zwei Jahre später als geplant und mehr als sieben Jahre nach der Planung und dem Baubeginn der Anlage, ging der erste Reaktor des Kraftwerks Tschernobyl in Betrieb. Am 27. September desselben Jahres lief um 20:10 Uhr der erste Atomstrom der Ukraine über 110- und 330-Kilovolt-Leitungen in das sowjetische Stromnetz.
Brjuchanow ignorierte das radioaktive Leck, das am 9. September 1982 auftrat, als Dampf durch einen von den Reaktoren 1 und 2 gemeinsam genutzten Entlüftungsstapel stieg, was auf mindestens ein gebrochenes Rohr hinwies. Die radioaktiven Verunreinigungen hatten sich vierzehn Kilometer von der Anlage entfernt ausgebreitet und erreichten Prypjat. Brjuchanow verschob auch einen ausstehenden zeitaufwändigen Sicherheitstest für Reaktor 4, um den von der Regierung vorgegebenen Termin der Indienststellung am 31. Dezember 1983 einzuhalten. Bis 1984 waren alle vier Reaktoren des Kraftwerks Tschernobyl Wladimir Iljitsch Lenin in Betrieb.

### Die Katastrophe
Am 26. April 1986 rief der Leiter der Chemieabteilung Brjuchanow an, um einen Vorfall auf der Station zu melden. Brjuchanow versuchte, den Schichtleiter zu kontaktieren, aber im vierten Reaktorblock gab es keine Antwort. Er befahl allen Behörden, sich im Bunker im Hauptquartier des Zivilschutzes zu treffen. In einem Bus, der am vierten Reaktorblock vorbeifuhr, stellte Brjuchanow fest, dass die obere Struktur des Reaktors verschwunden war.
Die Explosion hatte den 1.000-Tonnen-Reaktordeckel angehoben. Ohne Hochleistungsdosimeter hatten die Beamten Schwierigkeiten festzustellen, ob eine Strahlenfreisetzung stattgefunden hatte oder nicht, und wenn ja, wie viel Strahlung freigesetzt worden war. Brjuchanow, unterstützt von Ingenieur Anatoli Stepanowitsch Djatlow und Chefingenieur Nikolai Fomin, befahl den Betreibern weiterhin, mehr Kühlwasser hinzuzufügen.
Aufgrund fehlerhafter Informationen von Djatlow bestritt Brjuchanow weiterhin, dass der Reaktorkern explodiert sei. Um 3:00 Uhr morgens wandte sich Brjuchanow an Wladimir Marin, den für Nuklearangelegenheiten der Kommunistischen Partei zuständigen Beamten in seinem Haus in Moskau, um den Unfall zu melden und zu versichern, dass die Situation unter Kontrolle sei.

### Nachwirkungen
Nachdem Brjuchanow am 22. Mai eine Woche Urlaub genommen hatte, trafen Parteibeamte Vorkehrungen, um ihn von seiner Position als Direktor des Kraftwerks zu entfernen. Im Rahmen der gesetzlich vorgeschriebenen Verfahren brachten ihm die Ermittler die Materialien, die sie im Verlauf ihrer Ermittlungen aufgedeckt hatten und die in einem Fall gegen ihn verwendet wurden. Brjuchanow fand auch einen Brief eines Experten des Kurtschatow-Instituts, in dem die gefährlichen Konstruktionsfehler aufgedeckt wurden, die ihm und seinen Mitarbeitern 16 Jahre lang verborgen geblieben waren.
Am 20. Januar 1987, nachdem er sechs Wochen lang isoliert inhaftiert war, reichte die Staatsanwaltschaft ihre abschließende Anklage beim Obersten Gerichtshof der UdSSR ein. Alle 48 nach Moskau gesendeten Beweisakten wurden als streng geheim eingestuft.
Wiktor Brjuchanow wurde des groben Verstoßes gegen die Sicherheitsbestimmungen für schuldig befunden, wodurch Bedingungen geschaffen wurden, die zu einer Explosion führten. In Berichten wurde auch erwähnt, dass er unter den schwierigen Bedingungen des Unfalls keine korrekte und feste Führung gewährleisten konnte und Verantwortungslosigkeit und Organisationsunfähigkeit zeigte. Brjuchanow wurde zu 10 Jahren Haft in einem Arbeitslager verurteilt, zusammen mit einer fünfjährigen Haftstrafe wegen gleichzeitig auftretenden Machtmissbrauchs. Er übernahm die berufliche Verantwortung, lehnte jedoch die strafrechtliche Verantwortlichkeit ab.
Am 3. Juli 1986 führte die Entscheidung des Politbüros des Zentralkomitees der KPdSU über die Fehler, die zur Nuklearkatastrophe von Tschernobyl führten, dazu, dass Brjuchanow aus der KPdSU ausgeschlossen wurde.
Im September 1991 wurde er vorzeitig aus der Haft entlassen. Nach seiner Freilassung arbeitete er weiterhin im Kernkraftwerk Tschernobyl als Leiter der technischen Abteilung.
Brjuchanow lebte ab 1992 mit seiner Frau im Bezirk Desnjanskyj in Kiew. Er arbeitete als Angestellter von Ukrinterenergo, dem staatlichen Energieunternehmen der Ukraine, für die Liquidation der Folgen der Katastrophe von Tschernobyl. Nach seinem 80. Geburtstag im Dezember 2015 trat Brjuchanow wegen Sehstörungen in den Ruhestand. Zudem hatte er zwei Schlaganfälle erlitten, gefolgt von einem dritten im Jahr 2016.
Brjuchanow starb am 13. Oktober 2021 im Alter von 85 Jahren.

## Familie
- Ehefrau – Walentyna, Elektrotechnikerin, in den Jahren 1975–1990 leitende Ingenieurin der Produktionsabteilung von Tschernobyl.
- Sohn – Oleh (* 1969)
- Tochter – Lily (* 1961), Kinderärztin, wohnhaft in Cherson[1]

## Auszeichnungen
- Preisträger des Republikanischen Preises der Ukrainischen SSR (1978)
- Orden des Roten Banners der Arbeit (1978)
- Orden der Oktoberrevolution (1983)
- Medaillen „Für tapfere Arbeit. Zum Gedenken an den 100. Geburtstag von W. I. Lenin“ und „Veteran der Arbeit“
- Ehrenurkunde des Obersten Rates der Ukrainischen SSR (1980).[2]

## Medien
- Brjuchanow erschien in der Dokumentation Radiophobia.[13]
- In der Miniserie Chernobyl spielte Con O’Neill die Rolle von Wiktor Brjuchanow.[14]